# Фурманов, Дмитрий Андреевич
Дми́трий Андре́евич Фу́рманов (26 октября [7 ноября] 1891, Середа-Упино, Костромская губерния — 15 марта 1926, Москва) — советский писатель-прозаик, революционер, военный и политический деятель.
Наибольшую известность из литературного наследия Фурманова получил роман «Чапаев».

## Биография
Отец, Андрей Михайлович Фурманов, происходил из крестьян Ярославской губернии; мать, Евдокия Васильевна, была из семьи сапожника из Владимира.
Однако, в выписке метрической книги Вознесенской церкви с. Середа-Упино указано, что отец — «уволенный в запас армии Андрей Семенович Фурманов». В экспозиции мемориального музея Д. А. Фурманова в г. Фурманов Ивановской области представлена визитная карточка отца, на которой также указано имя — Андрей Семенович. Эти же сведения указывает и историк культуры С. Б. Борисов «„Стало быть, переезжаем“, — негромко сказал Андрей Семёнович… Андрей Семёнович Фурманов прожил тяжёлую жизнь…».
В дни своей юности в 1905—1908 годы Фурманов учился в «Торговой школе» (ныне в школе № 26 города Иваново), позже в Кинешемском реальном училище (ныне Лицей имени Д. А. Фурманова). И хотя он прожил в Кинешме всего около трёх лет (1909—1912), они были важными для выработки его мировоззрения и становления характера. Именно в реальном училище Дмитрий Фурманов окончательно решил посвятить свою жизнь литературе. После его окончания в августе 1912 года он поступает в Московский университет на филологический факультет, который окончил в 1915 году, но госэкзаменов сдать не успел. На пути к месту службы заехал в Пятигорск «взглянуть на землю Лермонтова».
Принял участие в Первой Мировой войне в качестве брата милосердия РОКК, в чине прапорщика. В санитарном поезде познакомился с сестрой милосердия Анной Никитичной Стешенко и женился на ней.

### Октябрьская революция и Гражданская война
После Февральской революции входил в Совет рабочих и солдатских депутатов в Иваново-Вознесенске. Весной 1917 года примкнул к эсерам-максималистам, затем перешёл к анархистам.
Выдвинулся во время корниловского выступления (август 1917 года), когда стал секретарём Штаба революционных организаций Иваново-Вознесенска.
С сентября 1917 — заместитель председателя местного Совета, поддержал Октябрьскую революцию, причём приказал арестовать бастовавших почтово-телеграфных служащих. Был включен в состав военной секции местного Совета. В июле 1918 года вступил в РКП(б). Во главе красногвардейского отряда принимал участие в подавлении Ярославского восстания. В это время сближается с М. В. Фрунзе, бывшим тогда в Иваново-Вознесенске председателем губкома РКП(б) и военным комиссаром Иваново-Вознесенской губернии. Осенью 1918 г. становится секретарём Иваново-Вознесенского окружкома РКП(б). С сентября 1918 года по поручению Фрунзе, ставшего уже комиссаром Ярославского военного округа, руководит пропагандой среди военных частей этого округа.
В январе 1919 года, когда Фрунзе был назначен командующим 4-й армией Восточного фронта, также отправляется в качестве политработника на Восточный фронт, где стал комиссаром Александро-Гайской группы войск. С 25 марта — комиссар 25-й стрелковой дивизии, которой командовал В. И. Чапаев. 30 июня 1919 года из-за конфликта с Чапаевым (на почве ревности: у Чапаева возник роман с женой Фурманова Анной Стешенко) переведён из дивизии в Туркестан. С августа 1919 по сентябрь 1920 года — начальник политического отдела Туркестанского фронта, одновременно с конца 1919 года — уполномоченный РВСР в Семиречье. 12—19 июня 1920 года во время восстания в гарнизоне города Верного (Алма-Ата) сыграл ключевую роль в ликвидации восстания: Фурманов вёл с повстанцами переговоры, затягивая время, пока не подошли верные части (этот эпизод описан им в романе «Мятеж»).
С августа 1920 года — на Кубани, комиссар десантного отряда Е. И. Ковтюха, срочно сформированного и направленного для отражения Улагаевского десанта. В одном из боёв был сильно контужен. Позднее за эту операцию был награждён орденом Боевого Красного Знамени РСФСР. По окончании боёв назначен начальником политического отдела IX Кубанской армии. Весной 1921 года был главным редактором газеты «Красный воин».

### Писательская деятельность
В июне 1921 году Фурманов приезжает в Москву, работает в литературно-издательском отделе Политуправления РевВоенСовета, членом Высшего военно-редакционного совета; с ноября заведует редакцией журнала «Военная наука и революция» и одновременно завершает филологическое образование в Московском университете (окончил в 1924 году). В 1922 году его два портрета создал художник Сергей Малютин. С сентября 1923 года — в Госиздате; политредактор, затем редактор отдела современной художественной литературы.
В 1924—1925 годах — секретарь Московской ассоциации пролетарских писателей (МАПП).
Наибольшую известность из литературного наследия Фурманова получил роман «Чапаев».
В 1934 году по материалам этой книги режиссёры братья Васильевы поставили одноимённый фильм, завоевавший в СССР огромную популярность.

### Смерть
В 1926 году умер от менингита, похоронен на Новодевичьем кладбище (участок № 1, ряд 44, место 38).
Видный советский военачальник генерал Хлебников, близкий друг и сослуживец Фурманова по Чапаевской дивизии, так вспоминает об обстоятельствах его болезни и кончины:

Наши слушатели просили Дмитрия Андреевича написать о Фрунзе так, как написал он о Чапаеве. Он ответил, что и сам об этом думает. Действительно, Фурманов даже составил план будущей книги, но большего сделать не успел. Заболел ангиной, пустяковой, на его взгляд, болезнью, да не умел он себя беречь. С высокой температурой продолжал выступать на писательских собраниях, требуя выполнения решений ЦК партии по литературе, призывая очистить ряды писателей от двурушников, интриганов и склочников.
Ангина вызвала заражение крови. 15 марта 1926 года мне позвонили на службу, попросили срочно приехать к Фурмановым — Дмитрию Андреевичу стало совсем плохо. У постели Фурманова я застал несколько самых близких его друзей. Среди них была и сестра Владимира Ильича Ленина — Анна Ильинична Ульянова-Елизарова.
Дмитрий был в бреду. Несколько часов спустя он скончался. «Золотой человек умер», — с глубокой болью сказала Анна Ильинична.
Вот ведь как случается в жизни: молодой, полный сил человек, прошёл невредимым через сорок смертей, а погиб от болезни, на которую сначала и внимания не обратил.
— Хлебников Н. М. Под грохот сотен батарей. — М.: Воениздат, 1974.

## Галерея
- Дом в котором останавливался Д.Фурманов в г. Таразе
- Мемориальная доска в Иванове, проспект Ленина, 16
- Могила Дмитрия Фурманова на Новодевичьем кладбище.

## Память
- В 1941 году город Середа (Ивановской области), где родился писатель Д. А. Фурманов, переименован в город Фурманов.
- В его родном городе 26 октября 1958 г. основан Мемориальный музей Д. А. Фурманова (вновь открыт 26 октября 2005 г.)[11].
- В городе Фурманове установлен памятник земляку — писателю Дмитрию Фурманову.
- Имя Д. А. Фурманова присвоено Ивановскому педагогическому колледжу.
  - Улица Фурманова (Клин)
- Имя Фурманова присвоено одной из улиц в ряде городов и посёлков СССР.
- В Кинешме имя Д. А. Фурманова носит общеобразовательный лицей (бывшая школа № 4, до революции — реальное училище).
- В Москве располагается Центральная № 66 и детская № 32 библиотеки им. Д. А. Фурманова (Беговая улица, 13 и 1-й Боткинский проезд, 4 корп. 1 соответственно).
- В Казахстане в городе Таразе есть памятная доска на доме, где Д. А. Фурманов жил некоторое время в 1920-е годы.
- В Казахстане в Костанайской области, города Аркалык, назван село имени Фурманово
- Имя Д. А. Фурманова с 1961 по 1973 годы носил Ивановский педагогический институт, преобразованный в Ивановский государственный университет.
- В Алма-Ате размещен бюст Д. А. Фурманова в сквере за кинотеатром Сары-Арка, ранее располагавшийся на бывшей улице Фурманова, угол с ул. Курмангазы[12].
- В Алма-Ате в сквере «Северный» ниже КБТУ на Аллее выдающихся деятелей установлен бюст на постаменте.
- В его честь назван комфортабельный четырёхпалубный теплоход проекта 302 (тип «Дмитрий Фурманов»).
- Шуйский государственный педагогический институт имени Д. А. Фурманова (Ивановская область).
- В честь Д. А. Фурманова названо два села в Марксовском районе Саратовской области (Фурманово и Фурмановка).
- Имя Фурманова носят улицы в Барнауле, Екатеринбурге, Дегтярске, Иванове, Ижевске, Казани, Краснодаре, Красноярске, Липецке, Махачкале, Мурманске, Новосибирске, Петрозаводске, Рыбинске, Рязани, Салавате, Сарапуле, Саранске, Стерлитамаке, Томске, Уфе, Чебоксарах, Славянске-на-Кубани, Хабаровске и Ярославле. Раньше назвалась улица в Москве — Нащокинский переулок (не путать с Фурманным переулком) и также в Санкт-Петербурге — Гагаринская улица. В Алма-Ате (Казахстан) проспект Назарбаева ранее назывался улица Фурманова.
- В Орле имеется проезд Фурманова (наименован 21 ноября 1949 года)[13].
- В честь Д. А. Фурманова названа гора Фурманова на острове Сахалин[14].
- В честь Д. А. Фурманова назван мыс Фурманова (Карское море, Северная Земля, остров Октябрьской Революции, название мысу присвоено в 1953 году)[14].

## Киновоплощения
- Алексей Алексеев «Мятеж» (1928)
- Борис Блинов «Чапаев» (1934)
- Юрий Богатырев «Мятеж» (1980)
- Лев Прыгунов «Огненные дороги» (1984)
- Александр Рапопорт «Убить Дрозда» (2013)
- Юрий Батурин «Страсти по Чапаю» (2013)
- Эксел Сичровски «Мизинец Будды» (2015)

## Семья
- Жена — Анна Никитична Фурманова
  - дочь — Анна Дмитриевна Фурманова (7 января 1918—16 марта 2011), участница Великой Отечественной войны, Почетный гражданин города Фурманова.[15]

## Награды
- Орден Красного Знамени (22.03.1922) — «за то, что, непосредственно принимая участие в боевых операциях экспедиционного отряда, он личным своим примером воодушевлял комсостав и красноармейцев, чем способствовал успеху дела ликвидации врангелевского десанта на Кубани».[16]